# Tàngara de coroneta groga
El tàngara de coroneta groga (Loriotus rufiventer) és un ocell de la família dels tràupids (Thraupidae).

## Hàbitat i distribució
Habita la selva pluvial, clars i vegetació secundària de les terres baixes a l'est del Perú, nord de Bolívia i les zones properes del Brasil amazònic.